# 5465 Chumakov
5465 Chumakov este un asteroid din centura principală de asteroizi.

## Descriere
5465 Chumakov este un asteroid din centura principală de asteroizi. A fost descoperit pe 9 septembrie 1986 la Observatorul de Astrofizică din Crimeea de Liudmila Karacikina. El prezintă o orbită caracterizată de o semiaxă mare de 2,92 ua, o excentricitate de 0,07 și o înclinație de 3,2° în raport cu ecliptica.